# Смальта
Сма́льта (от нем. Smalte или Schmalte, от schmelzen — «плавить», итал. smalto — «эмаль»; устар. — шмальта) — цветное непрозрачное («глушёное») стекло, изготовленное по специальным технологиям выплавки с добавлением оксидов металлов, равно как и кусочки различной формы, полученные из него методом колки или резки.
Кусочки смальты являются традиционным материалом для создания мозаичных панно. Стекло для мозаики, или эмаль (от лат. esmaltum или smaltum, итал. smalti и франц. émail), часто называется для отличия смальтой. В России XVIII—XIX века смальтой (шмальтой) нередко называли и сами мозаики целиком. До начала XX века в русском языке слово могло также означать ярко-синюю краску, полученную из кремниевой кислоты и кобальта. В Толковом словаре Даля написано, что смальта, шмальта, — голубая краска из толченого стекла. На начало XX века смальта, или кобальтовая синь, приготавливалась сплавлением кварцевого песка, поташа и сафлора. Получаемое стекло гасилось, отчего оно рассыпалось в синий порошок, а отмучиванием порошка получаются различные сорта: королевская синь, кулер, эшель, зумфэшель и другие.

## Разновидности
Смальта как цветное искусственное стекло существует нескольких видов:
- прозрачная смальта — на основе огнеупорных красителей;
- глухая или опаловая смальта — на основе заглушающих веществ, например, диоксида олова или триоксида сурьмы;
- жилистая и пятнистая смальта — соединяющих несколько оттенков, путём термической обработки;
- золотая и серебряная смальта — изготавливается путём запрессовки фольги между двумя слоями стекла.

## Свойства и особенности
- Смальта обладает широчайшей цветовой палитрой. Внутри одного стекла ручной выплавки также могут быть незначительные переливы цвета, что в готовом изделии создаёт эффект живого цвета, мерцания. Смальта также может быть золотой и серебряной.
- Смальта обладает эффектом внутреннего свечения, глубины материала.
- Смальта — один из наиболее долговечных материалов. Римские мозаики из смальты пережили два тысячелетия, не потеряв красоты и яркости. Смальта водостойка, морозоустойчива, устойчива ко многим агрессивным средам.
- Размер и форма элементов (модулей) из смальты может варьироваться фактически неограниченно, что вместе с широким выбором цвета даёт основу для создания различных визуальных эффектов. Крупноформатные неполированные мозаики эффектны за счет игры света на поверхностях элементов. Мозаики из мелких модулей с полированной поверхностью приближаются по своим художественным достоинствам и точности рисунка к лучшим живописным образцам.
- Смальта — универсальный материал, может быть использована как для внутренней, так и для внешней отделки. Смальта — практичный материал для создания монументальных произведений. Смальта также отлично подходит для зон с повышенной влажностью и облицовки бассейнов.
- При всей современной технике создание мозаики из смальты — ручной труд, требующий аккуратности и тщательности подбора цветов. Смальта обладает сравнительно высокой себестоимостью, а мозаичные работы остаются трудоёмкими и затратными.

## История
Первые производства смальты как материала для декоративных и отделочных работ были созданы в Древнем Риме примерно во II—I веке до нашей эры, когда римская мозаика стала одним из основных художественных приёмов в отделке интерьера. Производство было исключительно ручным и во многом — непредсказуемым по конечному результату. Многие римские мозаики комбинировали смальту с природным камнем — мрамором, известняком.
Значительных успехов в выплавке смальт достигли мастера Византии. В монументальной архитектуре христианских храмов до иконоборческого периода мозаика использовалась повсеместно — как в создании сложных художественных композиций на библейские темы, так и в орнаментальном украшении различных поверхностей стен, окон, дверных проёмов. Особым приёмом стало использование золотой смальты в качестве фона для изображений.
Смальта стала основным материалом для изготовления мозаик. Выплавка смальт осуществлялась в специальных мастерских, число получаемых цветовых оттенков перевалило за сотню.
В Киевской Руси существовала, по крайней мере, одна мастерская по выплавке смальт. Возле Софии Киевской археологами найдены остатки производства смальт, использовавшихся для создания мозаик главного русского христианского храма той поры — образо́в Христа Вседержителя и Оранты Заступницы. Вероятно, киевской мастерской руководили византийские мастера.
После падения Византии центр стекольных производств и выплавок смальты переместился в Италию. Но высокая стоимость смальты и самих мозаичных работ привели к доминированию живописных и фресковых техник в отделке храмов, дворцов и общественных помещений. Мастера-стекловары постепенно сделали технологию выплавки смальт секретной, что также способствовало превращению процесса изготовления смальтовых мозаик в редкое и эксклюзивное искусство.
Использование соединений кобальта в качестве пигмента в Центральной Азии известно начиная с XI века.
В Европе изобретение смальта как ярко-синего пигмента часто соотносят с именем богемского стеклодува Кристофера Шурера, вновь открывшего его в 1540—1560 годах.
В XVIII веке Михаил Ломоносов фактически заново открыл технологию смальт для России. Поставив в течение 3 лет более 4 тысяч опытов, М. В. Ломоносов нашёл способ получать смальты практически любого цвета. Недалеко от Ораниенбаума, в местечке Усть-Рудица М. В. Ломоносов построил фабрику цветного стекла и смальты, начавшую выпуск продукции в 1754 году.
Со смертью М. В. Ломоносова производство на фабрике сошло на нет. Тем не менее, все технологии смальт были описаны и задокументированы, в соответствии с принципами, которыми учёный руководствовался в своих исследованиях. Этот раздел его наследия примечателен тем, что, соприкасаясь с другими — объединяет сразу несколько направлений: изучение свойств стёкол, особенности и условия их варки, методику укладки мозаики и художественное творчество как таковое.
Следующий этап в истории смальты в России — вторая половина XIX века. Идея замены икон и элементов оформления Исаакиевского собора мозаиками способствовала быстрому росту интереса к смальте и мозаике со стороны как ответственных за строительство лиц, так и всех, кто так или иначе считал себя причастным к архитектурному и художественному миру двух российских столиц.
Основным местом производства смальт стала мастерская Академии Художеств в Санкт-Петербурге (Мозаичная мастерская В. А. Фролова).
Кроме Исаакиевского собора ещё одним монументальным объектом, полностью отделанным мозаиками из смальты, стал Храм Воскресения Христова (Спас на крови).
Следующим периодом популярности смальты стало послевоенное советское время. Смальта использовалась практически повсеместно — как для создания монументальных мозаичных панно, так и для украшения станций метро (известных нам по работам Павла Корина) и остановок общественного транспорта, как для оформления помпезных общественных зданий, так и для небольших интерьерных композиций в детских садах. Отдельным направлением стало использование смальты в оформлении фонтанов в курортных и южных городах.
В конце XX века были разработаны промышленные технологии изготовления смальты, в том числе готовых мозаичных элементов заданных размеров и формы. Тем не менее, большая часть мозаик из смальты по-прежнему набирается вручную из материала, изготовленного также ручным способом.